# Kingfield (Maine)
Kingfield és una població dels Estats Units a l'estat de Maine (EUA). Segons el cens del 2000 tenia 1.103 habitants.

## Demografia
Segons el cens del 2000, Kingfield tenia 1.103 habitants, 454 habitatges, i 304 famílies. La densitat de població era de 9,8 habitants/km².
Dels 454 habitatges en un 32,6% hi vivien nens de menys de 18 anys, en un 51,5% hi vivien parelles casades, en un 11,5% dones solteres, i en un 33% no eren unitats familiars. En el 24,9% dels habitatges hi vivien persones soles l'11,5% de les quals corresponia a persones de 65 anys o més que vivien soles. El nombre mitjà de persones vivint en cada habitatge era de 2,43 i el nombre mitjà de persones que vivien en cada família era de 2,9.
Per edats la població es repartia de la següent manera: un 26,8% tenia menys de 18 anys, un 6,7% entre 18 i 24, un 29,5% entre 25 i 44, un 23,2% de 45 a 60 i un 13,8% 65 anys o més.
L'edat mediana era de 36 anys. Per cada 100 dones de 18 o més anys hi havia 85,9 homes.
La renda mediana per habitatge era de 29.250 $ i la renda mediana per família de 37.614 $. Els homes tenien una renda mediana de 27.059 $ mentre que les dones 20.547 $. La renda per capita de la població era de 15.954 $. Entorn del 5,1% de les famílies i el 9,5% de la població estaven per davall del llindar de pobresa.